# Joseph Probst (Heimatforscher)

Joseph Probst

Joseph Probst (* 30. Mai 1852 in Nesselwang; † 16. Mai 1899 in Würzburg) war ein deutscher Lehrer und Heimatforscher der Stadt Germersheim. Das Standardwerk der Germersheimer Geschichte, die „Geschichte der Stadt und Festung Germersheim“, entstammt seiner Feder.
Geboren als Sohn des Metzgermeisters Martin Probst besuchte er in seiner Kindheit und Jugend das Kemptener Gymnasium, um daraufhin an der Universität München Philologie zu studieren. Nachdem er ein Jahr lang Präfekt des Studienseminares Landshut gewesen war, wurde er am 1. Dezember 1879 Assistenz-Gymnasiallehrer des Progymnasiums Hammelburg, um am 27. April 1888 auf die Lateinschule Germersheim versetzt zu werden, wo er am 1. Mai 1888 seinen Dienst als „Studienlehrer“ antrat. Er erteilte Unterricht in den Fächern Deutsch, Latein, Arithmetik, Geschichte, Geographie und Naturkunde. Bereits zwei Jahre später begann er damit, in der gedruckten Literatur Informationen über die Geschichte Germersheims zusammenzusuchen, um sich 1892 dazu zu entschließen, archivarische Quellenarbeit zu betreiben. Er vollendete das Werk 1898. Infolgedessen wurde er durch „Allerhöchste Entschließung“ vom 6. Juli 1898 als Beförderung ans Progymnasium in Würzburg versetzt, wo er am 16. Mai des darauffolgenden Jahres einer Krankheit erlag. Er wurde auf dem Friedhof in Hammelburg beigesetzt.
Joseph Probst war Vater des Politikers Alfons Probst (* 25. März 1886 in Hammelburg; † 23. März 1945), dem Ehemann der späteren Bundestagsvizepräsidentin Maria Probst (* 1. Juli 1902 in München; † 1. Mai 1967 ebenda). Seine Tochter Euphrosyna erlag bereits im Alter von sechs Jahren einer Diphtherieepidemie in Germersheim, sein Sohn Franz starb am Tage seiner Geburt (*† 12. Juli 1888).
Im Germersheimer Stadtrat wurde zweimal die Frage, ob ihm das Ehrenbürgerrecht verliehen werden soll, ergebnislos vertagt, bevor er starb und die Frage damit gegenstandslos wurde. Die Hauptverkehrsader der Stadt, die ehemalige B 9, wurde nach ihm benannt.